# Chiconcuautla
Chiconcuautla è una municipalità dello stato di Puebla, nel Messico centrale, il cui capoluogo è la località omonima.
Conta 15.767 abitanti (2010) e ha una estensione di 89,34 km². 	 	
Il significato del nome della località in lingua nahuatl è sette aquile.